# Betula kirghisorum
Betula kirghisorum är en björkväxtart som beskrevs av Sawicz. Betula kirghisorum ingår i släktet björkar, och familjen björkväxter. IUCN kategoriserar arten globalt som akut hotad. Inga underarter finns listade.